# Ksenia Kolosovskaja
Darja Ivanovna Kolosovskaja (Russisch: Ксения Владимировна Колосовская) (Bratsk, 25 juni 1982) is een Russisch basketbalspeelster die uitkwam voor verschillende teams in Rusland. Ze is Meester in de sport van Rusland, Internationale Klasse.

## Carrière
Kolosovskaja speelde haar hele jeugd voor de jeugd team van Strategische Missile Forces-Dauria. In 2000 ging Kolosovskaja spelen voor het eerste team Sjelen Krasnojarsk. Met Sjelen won ze het Landskampioenschap van Rusland (divisie B) in 2004. In 2003 werd ze derde. In 2008 trouwde ze en veranderde haar achternaam van Kolosovskaja in Bolsoenovskaja. Bolsoenovskaja kon haar loopbaan voortzetten bij BK Moskou (het contract met deze club was al getekend, maar in het voorseizoen hield het op te bestaan) en daarna reageerde ze op een aanbod van Dinamo-GUVD Novosibirsk. in de periode van 2010 tot 2012 was ze de aanvoerder van het team. Sinds het seizoen 2011/12 speelde ze weer onder haar meisjesnaam, Kolosovskaja. In 2014 stopte ze met basketbal.
Ze heeft een hogere opleiding. In 2008 studeerde ze af aan het Polytechnisch Instituut van de Siberische Federale Universiteit met een ingenieursdiploma.

## Erelijst
- Landskampioen Rusland: 1 (divisie B)
  - Winnaar: 2004
  - Derde: 2003

## Privé
Ksenia's moeder is Tatjana Sjtsjegoleva die ook basketbalspeler was en uit kwam voor Rusland.